# Terminalia fagifolia
Terminalia fagifolia är en tvåhjärtbladig växtart som beskrevs av Carl Friedrich Philipp von Martius. Terminalia fagifolia ingår i släktet Terminalia och familjen Combretaceae. Inga underarter finns listade i Catalogue of Life.

## Bildgalleri

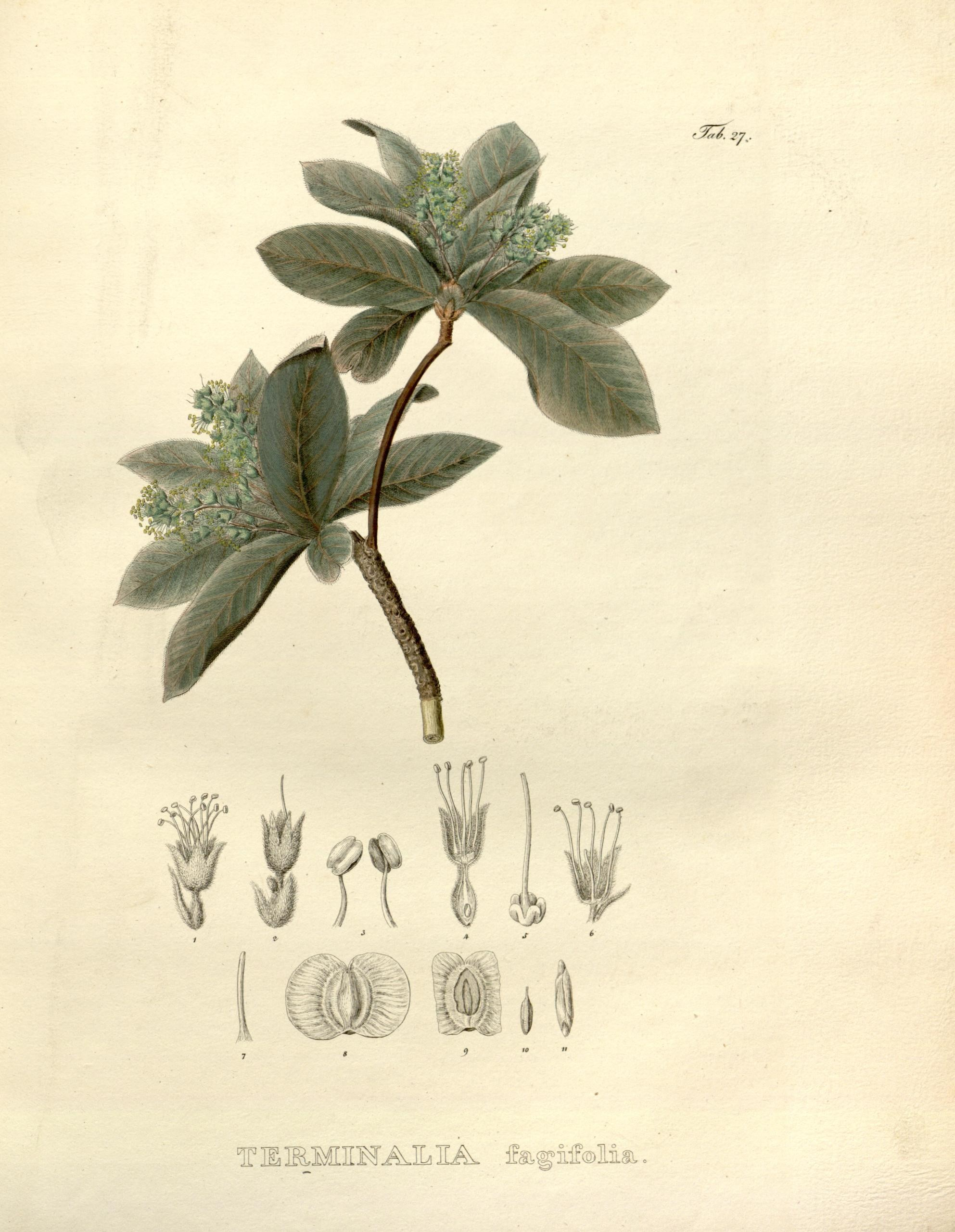
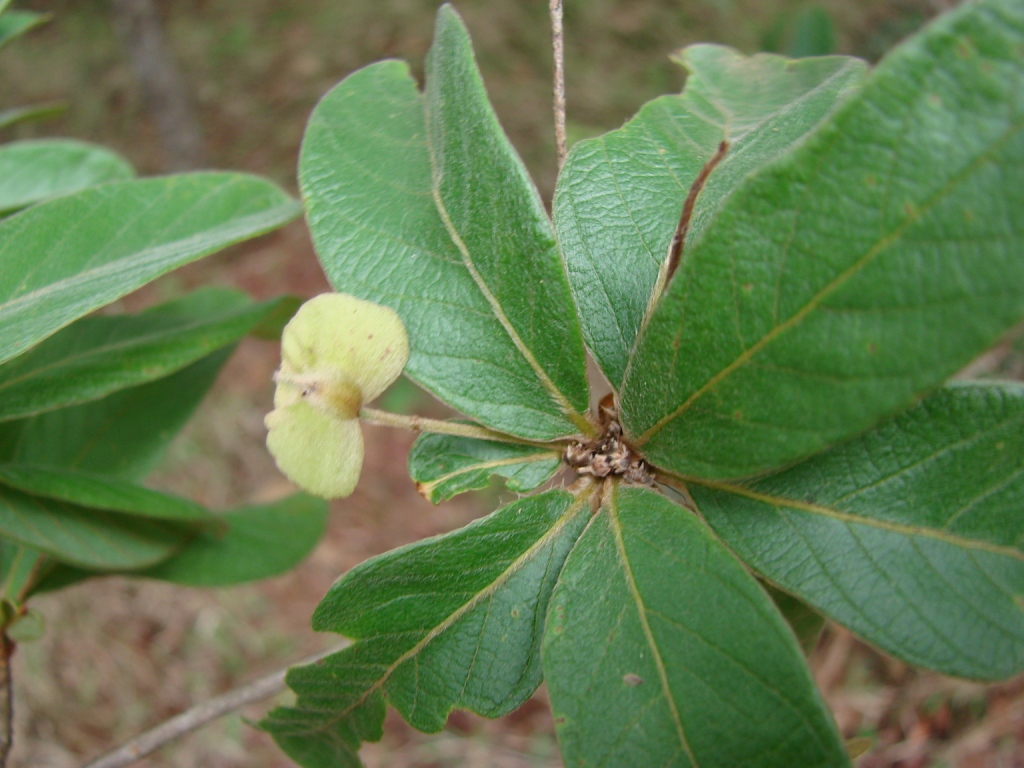
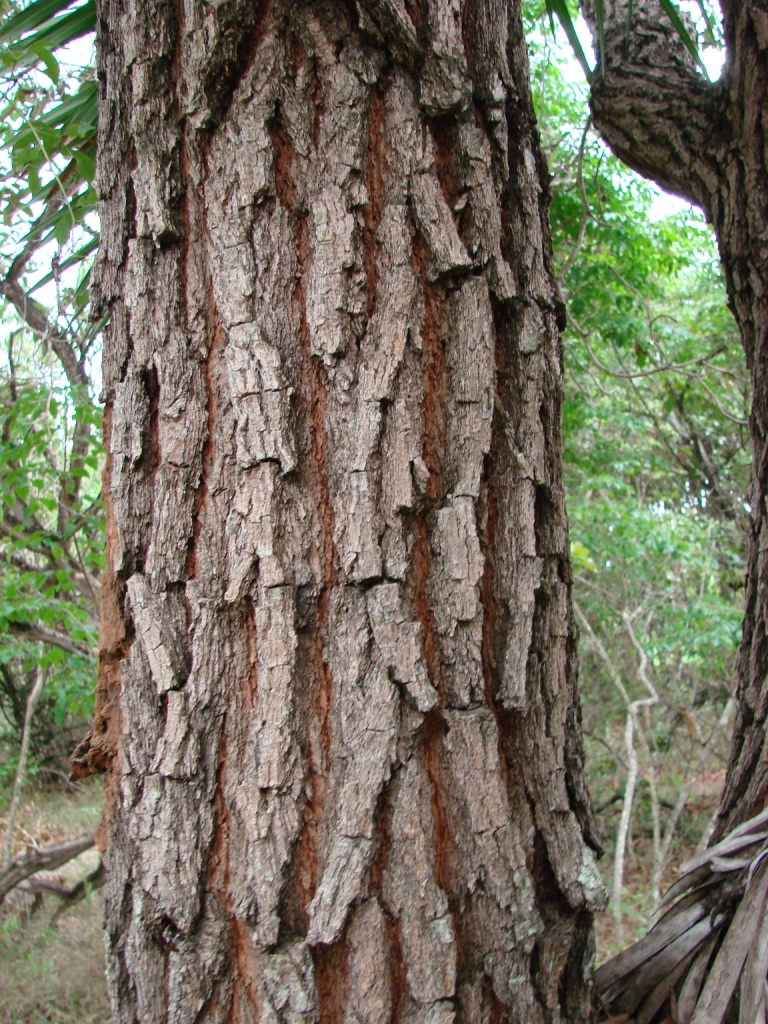
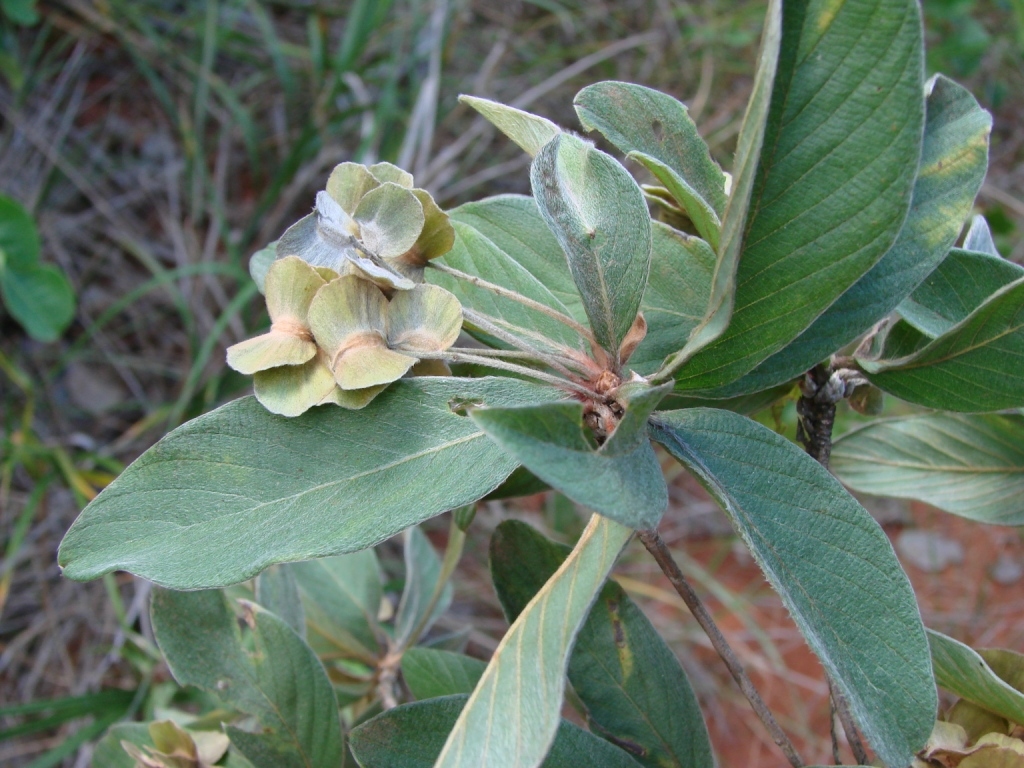